# Alessandro Cattelan
Alessandro Cattelan (Tortona, 11 maggio 1980) è un conduttore televisivo, showman e conduttore radiofonico italiano.

## Biografia

### Carriera televisiva

#### Inizi
Nato e cresciuto a Tortona, in provincia di Alessandria, in una famiglia originaria di San Donà di Piave (Venezia), ha esordito nel 1987 come componente della giuria per il voto delle canzoni della 30ª edizione dello Zecchino d’Oro. Nel 2001 inizia la conduzione sul canale musicale VIVA con la trasmissione Viv.it, divenuta Play It nel 2002 a seguito della trasformazione del canale in All Music. Nel 2003 su Italia 1 conduce il programma per bambini Ziggie, insieme all'omonimo pupazzo e a Ellen Hidding.

#### Gli anni a MTV,Le IeneeQuelli che il calcio
Nell'estate del 2004 approda a MTV Italia, dove gli viene affidato Most Wanted, programma di interazione con i giovani telespettatori dell'emittente. Nell'estate successiva parte con la VJ Giorgia Surina verso gli Stati Uniti d'America per condurre il nuovo programma estivo Viva Las Vegas. Al termine dell'estate approda alla conduzione di Total Request Live, versione italiana del noto programma musicale di MTV, anche in quest'occasione affiancato sempre da Giorgia Surina fino al 2006, quando resterà da solo al timone della trasmissione. Nello stesso anno collabora come inviato al programma di Italia 1 Le Iene e debutta nel mondo della musica come cantante al fianco di Gianluca Quagliano nel progetto 0131 con l'album Sunglasses (Non dirlo a nessuno).
Il 30 maggio 2008 lascia la conduzione di TRL per dedicarsi al nuovo programma Lazarus, di cui è ideatore e autore insieme al co-conduttore Francesco Mandelli e di Alexio Biacchi. Il 13 settembre 2009 entra a far parte del cast della trasmissione domenicale condotta da Simona Ventura Quelli che il calcio su Rai 2. 

#### Il passaggio a Sky e il successo conX Factor
Nel 2011 passa a Sky Italia. A luglio conduce su Sky Sport, in occasione della Copa América 2011, Copa America Hoy, programma che racconta di calcio e della cultura dell'America Latina; dall'autunno dello stesso anno diventa il nuovo presentatore del talent show X Factor, in seguito al passaggio del programma stesso su Sky Uno.
Nel 2013 è il protagonista, su Sky Arte HD, di una serie in quattro puntate dedicata all'arte contemporanea insieme al critico d'arte internazionale Francesco Bonami, dal titolo Potevo farlo anch'io. Dal 2014 conduce un talk show in onda in seconda serata su Sky Uno intitolato E poi c'è Cattelan, per il quale vince il Premio Flaiano di televisione per la conduzione. Nel 2016 presenta su Sky la cerimonia di consegna dei 61º David di Donatello: si tratta della prima edizione di tale premio cinematografico italiano, andata in onda su un'emittente che non sia quella pubblica; Cattelan viene confermato anche per il 2017. Il 10 dicembre 2020, durante la puntata finale della quattordicesima edizione, annuncia l'abbandono della conduzione di X Factor, dopo dieci anni.

#### La breve esperienza su Netflix , le esperienze in Rai e l’approdo su Disney+
Il 10 maggio 2021, attraverso una diretta su Instagram del profilo ufficiale di Netflix, viene annunciato l'avvio del programma Alessandro Cattelan: Una semplice domanda proprio sulla piattaforma americana. Il programma inizierà poi il 18 marzo 2022. Nel settembre 2021 conduce per due serate su Rai 1 il programma televisivo Da grande, annunciato il 6 agosto. Il 2 febbraio 2022, nel corso della seconda serata del Festival di Sanremo, viene annunciato come uno dei conduttori, insieme a Laura Pausini e Mika, dell'Eurovision Song Contest 2022, tenutosi a Torino dal 10 al 14 maggio 2022.
Nel giugno 2022, durante la presentazione dei palinsesti autunnali Rai, viene annunciato il programma Stasera c'è Cattelan su Rai 2. Dopo i buoni ascolti ottenuti, il programma viene confermato anche per la stagione 2023/2024, sempre in seconda serata su Rai 2. Nella primavera del 2024 sulla stessa rete conduce per tre puntate il programma Da vicino nessuno è normale. In autunno lancia Supernova, un podcast bisettimanale su YouTube e Spotify che si ispira al late show Stasera c'è Cattelan. Tra novembre e dicembre conduce Sanremo Giovani su Rai 2 e la finale su Rai 1 in tandem con Carlo Conti oltre a Hot Ones Italia su RaiPlay, versione italiana del format statunitense di YouTube. Conduce poi il DopoFestival e la serata finale del Festival di Sanremo 2025 affiancando di nuovo Carlo Conti mentre a metà febbraio torna con la quinta e ultima edizione di Stasera c’è Cattelan.
Non confermato in Rai, in estate viene annunciato come nuovo giudice di Italia’s Got Talent su Disney+.

### Carriera letteraria
Oltre ad essere conduttore televisivo e radiofonico si è cimentato anche nell'attività di scrittore: il 1º aprile 2008 viene pubblicato infatti per la Mondadori il romanzo Ma la vita è un'altra cosa, scritto a quattro mani con l'amico Niccolò Agliardi, che ha ottenuto un ampio successo di vendite.
Il 31 marzo 2010 esce nelle librerie il secondo libro di Alessandro Cattelan, Zone rigide, edito anch'esso dalla Mondadori. Il 22 novembre 2011 viene pubblicato il suo terzo romanzo dal titolo Quando vieni a prendermi?, sempre con la Mondadori.
Il 3 dicembre 2020 pubblica il libro per bambini Emma libera tutti! con Gallucci Editore, ispirato dalle favole raccontate da sua figlia Nina. Il ricavato delle vendite andrà tutto in beneficenza all'Associazione CAF Onlus.
Ad ottobre 2022 dà vita a una nuova casa editrice dedicata agli esordienti dal nome Accēnto.

### Carriera radiofonica
Dopo aver condotto alcuni programmi su Radio Kiss Kiss e su RTL 102.5, nel 2006 inizia la conduzione di una trasmissione radiofonica in onda su Radio 105 alle 13:00, intitolata 105 all'una.
Il 7 gennaio 2013 entra a far parte del gruppo di presentatori di Radio Deejay, diventando subito una delle voci di punta, dove conduce tutti i giorni, alle 12:00, il programma Catteland.
Dal luglio 2015 al luglio 2016 conduce anche la classifica settimanale dei brani più suonati dall'emittente, 50 Songs, in onda il sabato e la domenica pomeriggio per poi essere sostituito da Linus nelle ultime due puntate.

### Carriera calcistica
Cattelan ha avuto anche una breve carriera calcistica come difensore centrale, che si è sviluppata nelle divisioni dilettantistiche: nel 1995 risulta tesserato per la selezione Allievi della principale squadra della città natale, il Derthona, con la maglia del quale nel 1998 disputa anche alcune partite di Serie D. Nel 1999 passa al Sarezzano, club del comune limitrofo all'epoca militante in Promozione piemontese, continuando poi a giocare per alcuni anni a seguire nelle serie minori del calcio italiano.
Dopo un periodo di inattività, il 27 giugno 2017 annuncia di aver firmato un contratto con il HSL Derthona, club tortonese auto-proclamatosi erede del summenzionato Derthona (frattanto fallito) e iscritto alla Prima Categoria piemontese. La sua carriera dilettantistica riprende così il 10 settembre seguente, quando subentra nei minuti finali del match di campionato contro la Canottieri Alessandria; dopo una pausa dovuta agli impegni televisivi, Cattelan inizia a giocare regolarmente dal 17 dicembre 2017 fino al 25 febbraio 2018, ma un infortunio nel match contro la capolista Bonbon Lu lo obbliga a concludere anzitempo la stagione.
Il 14 giugno 2018, una volta risolto il contratto con il HSL Derthona, Cattelan si tessera per il club sammarinese La Fiorita, con il quale disputa il preliminare di Champions League contro il Lincoln Red Imps: entra in campo nel minuto finale della partita, che vede la squadra sammarinese sconfitta per 0-2.
Cattelan viene acquistato il 25 Marzo 2025 dalla Football Club Zeta Milano, squadra che milita nella 2ª categoria Lombarda.

### Vita privata
Nell'aprile 2014 ha sposato la modella svizzera di origini brasiliane e tedesche Ludovica Sauer (1981), dalla quale ha avuto le figlie Nina (nata nel 2012) e Olivia (nata nel 2016).

## Programmi televisivi
- Viv.it (VIVA, 2001-2002)
- Play It (All Music, 2002-2004)
- Ziggie (Italia 1, 2003-2005)
- MTV Day (MTV, 2005-2008)
- Most Wanted (MTV, 2004)
- Viva Las Vegas (MTV, 2005)
- MTV Supersonic (MTV, 2005)
- Total Request Live (MTV, 2005-2008)
- Le Iene (Italia 1, 2006) Inviato
- Total Request Live On Tour (MTV, 2006-2008)
- TRL Awards (MTV, 2006-2008)
- Lazarus (MTV, 2008)
- Stasera niente MTV (MTV, 2008)
- Coca Cola Live @ MTV - The Summer Song (MTV, 2009)
- Quelli che il calcio e... (Rai 2, 2009-2011)
- Copa America Hoy (Sky Sport, 2011)
- X Factor (Sky Uno, 2011-2020)
- X Factor Daily (Sky Uno, 2011-2014)
- Italia Loves Emilia (Sky Prima Fila, 2012)
- Potevo farlo anch'io! (Sky Arte, 2013)
- E poi c'è Cattelan (Sky Uno, 2014-2020)
- Web Show Awards (La3, 2014)
- David di Donatello (Sky Uno, Sky Cinema 1, TV8, 2016-2017)
- Da grande (Rai 1, 2021)
- Eurovision Song Contest (Rai 1, Eurovisione, 2022)
- Stasera c'è Cattelan su Rai 2 (Rai 2,  2022-2025)
- Da vicino nessuno è normale (Rai 2, 2024)
- Sanremo Giovani (Rai 2, Rai 1, 2024)
- DopoFestival (Rai 1, 2025)
- Festival di Sanremo (Rai 1, 2025) - co-conduttore della quinta serata
- Hot Ones Italia (Rai 2, 2025)

## Web TV
- Alessandro Cattelan - Una semplice domanda (Netflix, 2022)
- Salutava sempre (Netflix, 2024)
- Supernova (Youtube, 2024-2025)
- Hot Ones Italia (RaiPlay, 2024-2025)
- Italia's Got Talent (Disney+, dal 2025) Giudice

### Pubblicità
- Derby (2000)
- Vodafone (dal 2021)
- Gillette (dal 2022)

## Filmografia
- Ogni maledetto Natale, regia di Giacomo Ciarrapico, Mattia Torre, Luca Vendruscolo (2014)
- Sono tornato (cameo), regia di Luca Miniero (2018)

## Doppiaggio

### Film d'animazione
- Chuck in Angry Birds - Il film, Angry Birds 2 - Nemici amici per sempre
- Max in Pets - Vita da animali, Pets 2 - Vita da animali

## Discografia

### Album
- 2006 – Zerounotreuno (con gli 0131)

### Singoli
- 2006 – Il danno (con gli 0131)
- 2006 – Sunglasses (con gli 0131)
- 2018 – Broccoletti
- 2019 – Sandwich
- 2019 – Telefonino
- 2020 – Frota! (la cuarantena)
- 2020 – Ce la faremo (con gli Street Clerks)
- 2021 – Io Ci Credo Ancora
- 2022 – Sai come fa
- 2022 – Salutava Sempre
- 2023 – Cookie Monster (con gli Street Clerks)

## Programmi radiofonici
- 105 all'una (Radio 105, 2006-2012)
- Catteland (Radio Deejay, dal 2013)
- 50 Songs (Radio Deejay, 2015-2016)

## Opere
- Alessandro Cattelan e Niccolò Agliardi, Ma la vita è un'altra cosa, Segrate, Arnoldo Mondadori Editore, 2008, ISBN 978-88-04-57405-7.
- Zone rigide, Segrate, Arnoldo Mondadori Editore, 2010, ISBN 978-88-04-59692-9.
- Quando vieni a prendermi?, Segrate, Arnoldo Mondadori Editore, 2011, ISBN 978-88-04-61722-8.
- Emma libera tutti (con Nina Cattelan e le illustrazioni di Chiara Nocentini), Gallucci Editore, 2020
- Emma Detective (con Nina Cattelan e le illustrazioni di Chiara Nocentini), Gallucci Editore, 2022
- Emma e la fantasia (con Nina e Olivia Cattelan e le illustrazioni di Chiara Nocentini), Gallucci Editore, 2023

## Riconoscimenti
- Gran Premio Internazionale dello Spettacolo
  - 2022 – Telegatto alla conduzione dell'Eurovision Song Contest 2022[26]

- Premio Flaiano
  - 2018 – Miglior conduttore per E poi c'è Cattelan

- Diversity Media Awards
  - 2019 – Categoria People - Personaggio dell'anno[27]

### Annotazioni
1. ↑  Alessandro Cattelan pronuncia il proprio cognome /ˈkattelan/[1], sebbene la pronuncia originale sia /katteˈlan/.[2]

### Riferimenti
1. ↑   Promo "Da Grande" - Il nuovo show di Alessandro Cattelan, a settembre su Rai1 e RaiPlay, su Rai1, Facebook, 23 agosto 2021. URL consultato il 19 ottobre 2023.
2. ↑   Cattelan, su dizionario.rai.it. URL consultato il 19 ottobre 2023.
3. ↑   Epcc, lo show 2.0 di Cattelan. Intervista al Letterman di Sky: "Mi basta un'ora", in La Gazzetta dello Sport, 4 febbraio 2015. URL consultato il 30 settembre 2019.
4. ↑   BOOM! ALESSANDRO CATTELAN E’ IL CONDUTTORE DI X FACTOR 5, su DavideMaggio.it. URL consultato il 14 maggio 2023.
5. ↑   David di Donatello 2016 dalla Rai a Sky, nelle nomination domina Lo chiamavano Jeeg Robot, su Tvzap, 22 marzo 2016. URL consultato il 14 maggio 2023.
6. ↑   Morgan K. Barraco, DAVID DI DONATELLO 2017 / Diretta: La pazza gioia è il miglior film (Vincitori e premi oggi, 27 marzo), su IlSussidiario.net, 27 marzo 2017. URL consultato il 14 maggio 2023.
7. ↑   Sky TG24, Finale di X Factor, Alessandro Cattelan: 'È la mia ultima puntata', su tg24.sky.it. URL consultato il 10 dicembre 2020.
8. ↑   Alessandro Cattelan sbarca su Netflix, su DavideMaggio.it. URL consultato il 14 maggio 2023.
9. ↑  (EN) Eurovision 2022 Hosts: Laura Pausini, Alessandro Cattelan and Mika 🇮🇹, su Eurovision.tv, 2 febbraio 2022. URL consultato l'11 maggio 2022.
10. ↑   EPCC, Alessandro Cattelan arriva nella seconda serata di Rai2 per la stagione 2022-2023, su tvblog.it, 28 giugno 2022.
11. ↑   Redazione, Cattelan annuncia un nuovo podcast: il 28 ottobre arriva Supernova, su Lettera43, 24 ottobre 2024. URL consultato il 7 novembre 2024.
12. ↑   Alessandro Cattelan conduce Hot Ones, la versione italiana dello show su RaiPlay, su Spettacolo Fanpage, 23 dicembre 2024. URL consultato il 27 dicembre 2024.
13. ↑   «Italia's Got Talent», novità in giuria: arriva Alessandro Cattelan, su Corriere della Sera, 17 luglio 2025. URL consultato il 18 luglio 2025.
14. ↑   "Emma libera tutti", la favola di Natale scritta da Nina e Alessandro Cattelan, su deejay.it, 24 novembre 2020. URL consultato l'11 dicembre 2020.
15. ↑   Alessandro Cattelan lancia Accēnto, casa editrice esordient - Libri, su Agenzia ANSA, 21 ottobre 2022. URL consultato il 4 novembre 2022.
16. ↑   Max Cavallaro, Cattelan, lo stopper di Mtv, in La Gazzetta dello Sport, 15 ottobre 2007. URL consultato il 3 settembre 2016.
17. ↑   Da 'Sky' al calcio: Cattelan giocherà in Prima Categoria | Goal.com. URL consultato il 14 giugno 2018.
18. ↑   Cattelan: "Derthona, sarò il tuo Cannavaro. Inter, tieni Perisic", in La Gazzetta dello Sport - Tutto il rosa della vita. URL consultato il 14 giugno 2018.
19. ↑   La troupe di Sky per Cattelan che gioca 2’ in un bel Derthona, in LaStampa.it. URL consultato il 14 giugno 2018.
20. ↑   Il sogno di Ale Cattelan: il suo Derthona in Promozione, ma servono tre punti a Ovada, in LaStampa.it. URL consultato il 14 giugno 2018.
21. ↑   Alessandro Cattelan in gialloblù, in La Fiorita 1967, 14 giugno 2018. URL consultato il 14 giugno 2018.
22. ↑   La Fiorita-Lincoln 0-2, in uefa.com, 26 giugno 2018. URL consultato il 28 giugno 2018.
23. ↑   ⚽️🏆 L'ESORDIO di ALESSANDRO CATTELAN con la ZETA MILANO in TERZACATEGORIA! - YouTube, su youtube.com. URL consultato il 02-08-2025.
24. ↑   Alessandro Cattelan e Ludovica Sauer sposi: ecco le immagini del matrimonio, su sologossip.it, 27 aprile 2014.
25. ↑   Chi è Ludovica Sauer, moglie di Alessandro Cattelan, in Donna Glamour Magazine, 22 giugno 2016. URL consultato il 27 settembre 2018.
26. ↑   Abbiamo dato tre Telegatti ai presentatori di Eurovision, su TV Sorrisi e Canzoni, 17 maggio 2022. URL consultato il 20 giugno 2022.
27. ↑   Adnkronos, Premi: Cattelan personaggio dell'anno ai Diversity Media, Rai incassa, su Adnkronos, 14 dicembre 2020. URL consultato il 20 giugno 2022.